# Ferrovia Verona-Venezia (alta velocità)
La ferrovia ad alta velocità Verona–Venezia è una linea ferroviaria italiana, parzialmente costruita, che, al momento del suo completamento, collegherà tra loro le due città venete di Verona e Venezia, quindi sarà unita alla linea AV/AC per Milano, e che sarà dotata per la maggior parte del suo percorso degli standard ferroviari dell'Alta Velocità (AV) e dell'Alta capacità (AC).
Attualmente (2025) è stato costruito e aperto all'esercizio il tratto fra la stazione di Padova e quella di Venezia Mestre. È gestito da Rete Ferroviaria Italiana (RFI) che lo ha denominato formalmente Linea AV/AC per distinguerlo dal doppio binario della linea lenta, ribattezzato Linea Storica.
La linea è sia parte del corridoio 3 Mediterraneo della Rete ferroviaria convenzionale trans-europea TEN-T che del Corridoio paneuropeo V.

## Storia
Il tratto tra Padova e Venezia, lungo 29 chilometri, è stato inaugurato il 1º marzo 2007 ed è costato 467 milioni di euro (20,3 milioni di euro per chilometro).  A differenza di tutto il sistema alta velocità in Italia, è l'unica infrastruttura che non è stata realizzata attraverso l'affidamento a contraente generale. In origine sarebbe dovuta essere progettata e realizzata da IRICAV Due, secondo la convenzione con TAV del 1991, ma nel 1993 venne risolta specificatamente per il tracciato Padova Venezia. Nel 2002, la realizzazione delle principali opere civili (29% del costo totale dell'opera nonché 50% del budget per i soli lavori) è affidata ad un ATI composta da Baldassini-Tognozzi-Pontello e Matarrese.
Il tratto tra Verona e Padova, a cura di IRICAV Due è lungo 80 chilometri. Il progetto preliminare è stato approvato nel 2006, limitatamente ai tratti Verona - Montebello Vicentino e Grisignano di Zocco - Padova, mentre il tratto tra Montebello e Grisignano è stato oggetto di ulteriori studi. Nel 2014 è stato redatto uno studio di fattibilità per il tratto compreso tra Montebello Vicentino e Grisignano di Zocco. Questo studio prevedeva che la linea fosse costruita in completo affiancamento alla linea esistente, assieme alla dismissione dell'attuale stazione di Vicenza, sostituita da una nuova stazione in zona Fiera. La parte riguardante l'attraversamento della città di Vicenza (compresa la costruzione della nuova stazione) è stata completamente rivista, a causa dei grossi problemi realizzativi emersi nella successiva fase progettuale. Pertanto, dopo una serie di comparazioni progettuali, si è scelta la soluzione di affiancare la linea AV/AC alla linea esistente per tutto l'attraversamento della città di Vicenza, e il mantenimento dell'attuale stazione di Vicenza, opportunamente riqualificata e potenziata. Nel 2015 è stato redatto il progetto definitivo per il tratto compreso tra Verona e Altavilla Vicentina.
Nel 2017 il CIPE ha sbloccato i fondi per il tratto Verona-Vicenza. I lavori del primo lotto (tratto tra Verona e bivio Vicenza) sono partiti il 10 agosto 2020 e dovrebbero terminare in circa 6 anni e 8 mesi.
Il 6 Febbraio 2025 è aperta la galleria di San Martino Buon Albergo.

## Caratteristiche
La linea ferroviaria in esercizio è a doppio binario armata da rotaie Vignoles UNI 60 E 1 a scartamento ordinario da 1435 mm saldate elettricamente, con traverse in cemento armato precompresso da 260 cm distanziate di 60 cm e attacco elastico Pandrol, elettrificata a corrente continua a 3 000 volt

### Impianto di segnalamento e esercizio
Il sistema "distanziamento treni" sfrutta la nuova tecnologia ERTMS/ETCS, che rappresenta lo standard per garantire l'interoperabilità tra le linee ferroviarie europee. Il sistema è costituito da un SottoSistema di Terra (SST) che comunicando con il treno (SottoSistema di Bordo, SSB) tramite una rete GSM dedicata ne gestisce l'autorizzazione al movimento. La linea è quindi costituita da diverse sezioni di blocco radio formate dai più conosciuti circuiti di binario.
Il sistema d'esercizio adottato è il Sistema di Comando e Controllo, tramite il quale la linea sarà completamente telecomandata dai posti centrali di Venezia Mestre e Milano Greco Pirelli.

## Percorso
È qui indicato il percorso tra Verona e Padova, sino all'imbocco del tratto già costruito, secondo i progetti di RFI.
| Unknown route-map component "exCONTg" |

|  | Unknown route-map component "xABZg+l" | Unknown route-map component "CONTfq" |

| Unknown route-map component "eDST" |

| Unknown route-map component "SKRZ-Au" |

| Unknown route-map component "KDSTaq" | Unknown route-map component "dSTR2h+r" | Straight track + Unknown route-map component "BS2c3" | Unknown route-map component "d" |  |

| Unknown route-map component "dABZgl" | Unknown route-map component "dKRZl+r" | Unknown route-map component "dSTR+r" |

| Unknown route-map component "dSTR+l" | Unknown route-map component "vSTR-ABZgro" | Unknown route-map component "vSTR-" |

| Unknown route-map component "dCONTgq" | Unknown route-map component "STR+r" | Unknown route-map component "vSTR-STRl" | Unknown route-map component "vSTRo-ABZg+r" |  |  |

| Straight track | Unknown route-map component "vSTR-STR+l" | Unknown route-map component "dKRZo" | Unknown route-map component "dABZql+l" | Unknown route-map component "CONTfq" | Unknown route-map component "d" |

| Unknown route-map component "ABZl+l" | Unknown route-map component "dABZqr+r" | Unknown route-map component "vSTRr-STR" + Unknown route-map component "v-SHI2r" | Unknown route-map component "vSTR-" |  |

| Unknown route-map component "dCONTgq" | One way rightward | Unknown route-map component "vSTR-ABZg+l" | Unknown route-map component "vSTRo-ABZgr" |  |  |

| Unknown route-map component "vABZglo-STR" | Unknown route-map component "vABZg+r-STR" | Unknown route-map component "d" |

| Unknown route-map component "vSTR2-" + Unknown route-map component "v-STR2" + Unknown route-map component "vSHI2g+l-" | Unknown route-map component "dSTRc3" + Unknown route-map component "dSTRc2" + Unknown route-map component "dSTR" | Unknown route-map component "vSTR3-" |

| Non-passenger station/depot on track | Unknown route-map component "cSTRc1" + Station on track | Unknown route-map component "dSTR+1" + Unknown route-map component "dSTR+4" | Unknown route-map component "cSTRc4" |  |

| Unknown route-map component "KRWl" | Unknown route-map component "KRWg+r" |  |

| Small bridge over water |

| Unknown route-map component "hKRZWae" |

|  |  | Station on track |

|  | Unknown route-map component "xABZgl" | Unknown route-map component "CONTfq" |

| Unknown route-map component "exSKRZ-Au" |

| Unknown route-map component "exWBRÜCKE2" |

| Unknown route-map component "exWBRÜCKE2" |

| Unknown route-map component "exWBRÜCKE2" |

| Unknown route-map component "exÜST" |

| Unknown route-map component "exhKRZWae" |

|  | Unknown route-map component "d" + Unknown route-map component "exSTR" | Unknown route-map component "STR+l" | Unknown route-map component "dCONTfq" |

| Unknown route-map component "d" | Unknown route-map component "dWASSERq" | Unknown route-map component "exdWBRÜCKE" | Unknown route-map component "dWBRÜCKE" | Unknown route-map component "dWASSERq" |

| Unknown route-map component "d" | Unknown route-map component "vxBHF-BHF" |

| Unknown route-map component "d" | Unknown route-map component "dWASSERq" | Unknown route-map component "exdWBRÜCKE" | Unknown route-map component "dWBRÜCKE" | Unknown route-map component "dWASSERq" |

|  | Unknown route-map component "d" + Unknown route-map component "exSTR" | Unknown route-map component "SPLal" | Unknown route-map component "dvCONTfq" |

| Unknown route-map component "exhKRZWae" |

| Unknown route-map component "exhKRZWae" |

|  | Unknown route-map component "xABZg+l" | Unknown route-map component "CONTfq" |

| Unknown route-map component "kABZg3x2" |

| Unknown route-map component "v-STR+l" | Unknown route-map component "kABZq12" | Unknown route-map component "KRZu+k234" + Unknown route-map component "exkSTRc1" | Unknown route-map component "kABZq+3x4" | Unknown route-map component "CONTfq" |

| Unknown route-map component "c" | Non-passenger station/depot on track | Unknown route-map component "cd" | Unknown route-map component "kABZg+14" | Unknown route-map component "exSTR+l" | Unknown route-map component "exCONTfq" |

| Unknown route-map component "dCONTgq" | Unknown route-map component "dSTRr" |  | Unknown route-map component "eKRWg+l" | Unknown route-map component "exKRWgr" |  |

|  | Unknown route-map component "exKDSTa" | Straight track | Unknown route-map component "exSTR" |  |

|  | Unknown route-map component "exSTR" | Station on track | Unknown route-map component "exKBHFe" |  |

| Unknown route-map component "uexCONTgq" | Unknown route-map component "exmABZgr" | Straight track |  |  |

| Unknown route-map component "exKRWl" | Unknown route-map component "eKRWg%2Br" |  |

| Unknown route-map component "dSHI2+l" | Unknown route-map component "vSHI2r-" + Unknown route-map component "vSHI2gl-" |

| Unknown route-map component "dCONTf" | Unknown route-map component "vSTR" |

| Unknown route-map component "d" | Unknown route-map component "vSKRZ-Au" |

| Unknown route-map component "d" | Unknown route-map component "veHST-STR" |

| Unknown route-map component "d" | Unknown route-map component "dWASSERq" | Unknown route-map component "dWBRÜCKE" | Unknown route-map component "dWBRÜCKE" | Unknown route-map component "dWASSERq" |

| Unknown route-map component "d" | Unknown route-map component "vHST-STR" |

| Unknown route-map component "d" | Unknown route-map component "vHST-STR" |

| Unknown route-map component "d" | Unknown route-map component "vBHF-STR" |

| Unknown route-map component "d" | Unknown route-map component "vHST-STR" |

| Unknown route-map component "d" | Unknown route-map component "veDST-STR" |

|  | Unknown route-map component "d" | Unknown route-map component "veABZgl-STR" | Unknown route-map component "exCONTfq" |

|  | Unknown route-map component "dSTR+l" | Unknown route-map component "vKRZu" | Unknown route-map component "CONTfq" |

| Unknown route-map component "CONTgq" | Unknown route-map component "dABZg+r" | Unknown route-map component "vSTR" |  |

| Unknown route-map component "CONTgq" | Unknown route-map component "dABZgr" | Unknown route-map component "vSTR" |  |

|  | Unknown route-map component "vSTR" | Unknown route-map component "edABZg+l" | Unknown route-map component "exCONTfq" |

| Unknown route-map component "dSHI2l" | Unknown route-map component "dSHI2g+lr" | Unknown route-map component "dSHI2r" |

| Continuation backward | Straight track |  |

| Unknown route-map component "SKRZ-Au" | Unknown route-map component "SKRZ-Au" |  |

|  | Straight track | Junction both to and from left | Unknown route-map component "SPLaq" | Unknown route-map component "vCONTfq" |

| Non-passenger station/depot on track | Straight track |  |

| Unknown route-map component "uexCONTgq" | Unknown route-map component "ABZlxmr" | Unknown route-map component "ABZg+r" |  |  |

| Station on track |

| Unknown route-map component "KDSTaq" | Unknown route-map component "ABZgr" |  |

| Stop on track + Unknown route-map component "lhSTRa@f" |

| Unknown route-map component "WDOCKSaq" | Unknown route-map component "WFILL" + Unknown route-map component "MSTR" + Unknown route-map component "lhSTR" + Straight track | Unknown route-map component "WDOCKSeq" |

| Unknown route-map component "KDSTaq" | Unknown route-map component "ABZgr" + Unknown route-map component "lhSTRe@g" |  |

| End station |